# 永沢道雄
永沢 道雄（ながさわ みちお、1930年9月2日 - 2010年2月2日）は、日本のノンフィクション作家、翻訳家。
「戦争体験を掘り起こす会」運営委員などを務めた。

## 生涯
東京出身。人事院勤務ののち、朝日新聞に移籍し整理本部長、編集委員、朝日カルチャーセンター（東京）講座部長を歴任。
2010年2月2日、多臓器不全のため死去。

## 著書
- 『「不戦兵士」小島清文』（朝日ソノラマ） 1995.2
- 『ひよっこ特攻 ハイテク艦隊 vs 複葉機特攻』（光人社NF文庫） 1997.7
- 『海底の沈黙 「回天」発進セシヤ』（日本放送出版協会） 1999.8
- 『大都市が震えた日 安政大地震・関東大震災・阪神淡路大震災』（朝日ソノラマ） 2000.8
- 『学徒出陣の記録 海軍飛行予備学生青春の軌跡』（光人社） 2001.5
- 『中国大陸徒歩四六〇〇キロの戦場体験』（光人社） 2002.7 のち文庫
- 『なぜ都市が空襲されたのか』（光人社） 2003.1
- 『戦艦「大和」暗号士の終戦 一海軍予備学生のフィリピン戦記』（光人社NF文庫） 2003.6
- 『日本人はどこで歴史を誤ったのか』（光人社） 2003.11、のち文庫
- 『特攻総決算 なぜ特攻隊だったのか』（光人社） 2004.11
- 『大正時代 現代を読みとく大正の事件簿』（光人社） 2005.11
- 『なぜこれほど歴史認識が違うのか 日中関係の光と影』（光人社） 2006.11
- 『戦艦大和と日本人 戦艦大和とは日本人にとって何なのか』（光人社） 2007.8、のち文庫
- 『昭和ひとけた時代 1926～1935』（光人社） 2008.6
- 『昭和を彩った女たち 激動の時代を生きた38人の哀歓とロマン』（光人社） 2009.6

## 翻訳
- 『西太后』全11巻（高陽、鈴木隆康共訳、朝日ソノラマ） 1994 - 1995
- 『リピカ』（イースー、陳澤禎共訳、ベネッセコーポレーション） 1997.9
- 『シンガポール陥落』（フランク・オーエン、光人社NF文庫） 2007.10

## 参考
- http://bookweb.kinokuniya.co.jp/htm/4769823843.html